# Ogenyi Onazi
Ogenyi Onazi (Jos, 25 de dezembro de 1992), é um futebolista Nigeriano que atua como meia. Atualmente, joga pelo Casertana.

## Carreira
Onazi representou o elenco da Seleção Nigeriana de Futebol no Campeonato Africano das Nações de 2013.

## Títulos

### Lazio
- Coppa Italia: 2012–13

### Nigéria
- Campeonato Africano das Nações: 2013